# جنگل حفاظت‌شده مسکین-سای
جنگل حفاظت‌شده مسکین-سای (به لاتین: Miskin-Say Forest Reserve) یک منطقهٔ حفاظت‌شده در قرقیزستان است که در استان جلال‌آباد واقع شده‌است.